# Dodgeville (Wisconsin)
Dodgeville es una ciudad ubicada en el condado de Iowa en el estado estadounidense de Wisconsin. En el Censo de 2010 tenía una población de 4.693 habitantes y una densidad poblacional de 465,8 personas por km².

## Geografía
Dodgeville se encuentra ubicada en las coordenadas 42°57′55″N 90°7′49″O / 42.96528, -90.13028. Según la Oficina del Censo de los Estados Unidos, Dodgeville tiene una superficie total de 10.08 km², de la cual 10.08 km² corresponden a tierra firme y (0%) 0 km² es agua.

## Demografía
Según el censo de 2010, había 4.693 personas residiendo en Dodgeville. La densidad de población era de 465,8 hab./km². De los 4.693 habitantes, Dodgeville estaba compuesto por el 97.29% blancos, el 0.53% eran afroamericanos, el 0.26% eran amerindios, el 0.96% eran asiáticos, el 0.02% eran isleños del Pacífico, el 0.17% eran de otras razas y el 0.77% pertenecían a dos o más razas. Del total de la población el 1.79% eran hispanos o latinos de cualquier raza.